# ابیداس، پیرنس-اتلانتیکس
ابیداس، پیرنس-اتلانتیکس (به فرانسوی: Abidos, Pyrénées-Atlantiques) یک کمون در فرانسه با جمعیت ۲۳۳ نفر است که در Canton of Lagor واقع شده‌است.